# Blimbingsari (Melaya)
Blimbingsari is een bestuurslaag in het regentschap Jembrana van de provincie Bali, Indonesië. Blimbingsari telt 796 inwoners (volkstelling 2010).